# Belén Rueda
María Belén Rueda García-Porrero (Madrid, 16 de marzo de 1965) es una actriz y presentadora de televisión española con una extensa carrera televisiva en series y programas durante más de treinta años, además de una dilatada experiencia en cine que comenzó con Mar adentro (2004), por la que ganó el premio como mejor actriz revelación en la XIX edición de los Premios Goya, y más adelante prosiguió con El orfanato (2007), Los ojos de Julia (2010) o Perfectos desconocidos (2017).

## Biografía
Sus padres eran un ingeniero de caminos y una profesora de ballet, siendo ella la mediana de 3 hermanos. A los 5 años se trasladó con su familia a Alicante debido a un problema de asma de su hermana pequeña. A los 18 años, después de terminar COU, se mudó a Madrid a estudiar arquitectura. En esa época trabajó como vendedora de pisos, hasta entrar en Telecinco.

### Vida privada
Cuando tan sólo tenía 20 años se enamoró de un ciudadano italiano llamado Massimo con el que contrajo matrimonio, pero se separaron a los dos años. A principios de los años noventa conoció al director y productor Daniel Écija, con quien mantuvo quince años de relación hasta que se casaron en diciembre de 2003, separándose definitivamente cinco meses después. De esa relación nacieron tres hijas, Belén (29/9/1994), María (13/6/1996-22/5/1997, murió siendo un bebé) y Lucía (28/7/1999).

## Trayectoria profesional

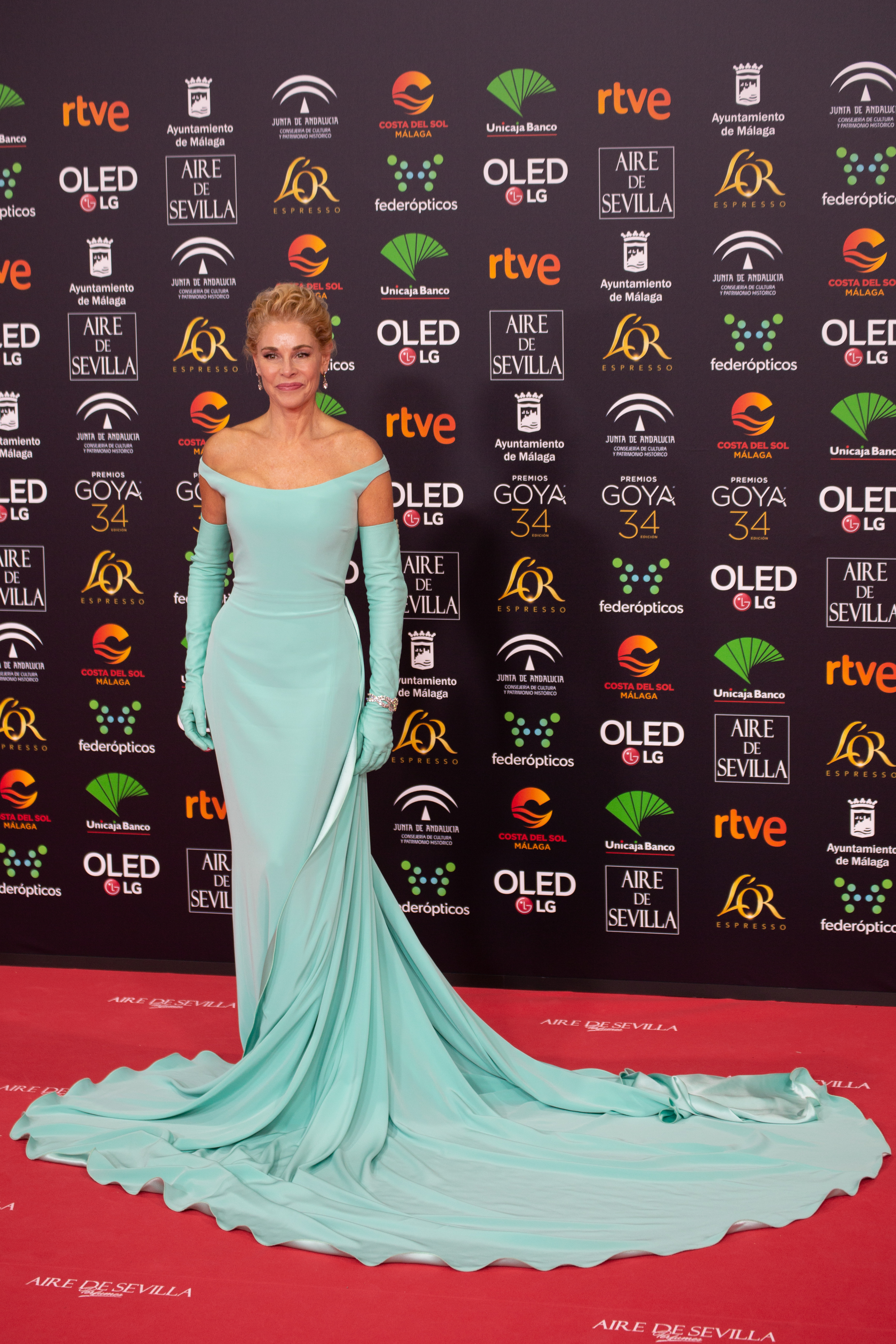
Belén Rueda en los Premios Goya 2020.

Debutó como azafata de José Luis Moreno en el programa VIP Noche, ascendiendo con los meses al puesto de copresentadora, ya con Emilio Aragón. Después trabajó para varios programas de la cadena, repitiendo con Emilio Aragón en varias ocasiones. Tras unos años, daría el salto a Antena 3 para trabajar como presentadora en los programas La ruleta de la fortuna, T'ha tocao y Sin ir más lejos.
Después volvería a Telecinco, esta vez para debutar como actriz televisiva. Su primer trabajo fue con su viejo conocido Emilio Aragón, dentro de Médico de familia, donde daría vida a la fotógrafa Clara Nadal, personaje que sólo apareció unas semanas, ya que sería trasladado al poco tiempo a la serie Periodistas, en la que trabajó durante cuatro años como una de las protagonistas.
Poco después, participaría como coprotagonista en Los Serrano con el papel de Lucía Gómez Casado, una mujer que se casa con un antiguo amor después de la separación con su marido, haciendo que se junten ambas familias en una casa de Madrid. En la serie permaneció desde 2003 a 2007, con un éxito rotundo en audiencias, siendo una de las series más vistas y recordadas de la ficción española.
Mientras trabajaba en Los Serrano, estrenó la película Mar adentro en 2004 con el papel de Julia, interpretación por la que recibió el Premio Goya a mejor actriz revelación. En enero de 2007, mientras continuaba con su trabajo en la serie, debutó en el teatro con la obra Closer, que ya había sido interpretada en el cine por Julia Roberts. Al iniciar este trabajo, decidió abandonar definitivamente Los Serrano.
En octubre de 2007 se estrenó otra película muy relevante para su carrera, El orfanato, dirigida por Juan Antonio Bayona y coprotagonizada por Fernando Cayo, Geraldine Chaplin y Roger Príncep. El orfanato fue elegida por la Academia Española para representar a España en los Óscar 2008, pero finalmente no fue seleccionada entre las cinco finalistas. Además, gracias a ella, consiguió su segunda nominación a los Premios Goya, la primera como mejor actriz protagonista, repitiendo candidatura por otra cinta de terror, Los ojos de Julia en 2010.
También, ha sido protagonista del drama El mal ajeno en 2008, el thriller El cuerpo en 2012 o ha hecho su incursión en el cine de animación dando su voz al personaje de Gloria, en la primera y segunda parte de la saga Madagascar. En 2013, estrenó Ismael, donde interpretó a Nora y el thriller psicológico, Séptimo junto a Ricardo Darín. A la vez, protagonizó la serie de Antena 3 Luna, el misterio de Calenda durante sus dos temporadas. Posteriormente, desde 2014 y hasta 2015, encarnó a Candela, una subdirectora de una revista de moda, en la serie de Telecinco B&b, de boca en boca en sus dos temporadas.
En 2016 interpretó a Claudia en la serie La embajada, que se emitió en Antena 3, consiguiendo en su primer capítulo reunir a más de cuatro millones de telespectadores. Pese a este buen arranque, la audiencia descendió y fue cancelada tras su primera temporada. Un año después participó en la película Perfectos desconocidos de Álex de la Iglesia, que fue la película española más vista ese año. Posteriormente, protagonizó la película de Telecinco Cinema El cuaderno de Sara y la cinta de terror No dormirás, además de participar en las películas El pacto y Durante la tormenta, todas estrenadas en 2018.
En 2019 fue la protagonista de la película El silencio de la ciudad blanca, basada en la novela homónima y dirigida por Daniel Calparsoro. Más adelante, fichó por Telecinco para protagonizar la serie Madres. Amor y vida, emitida también en Prime Video y en la que se mantuvo como Marian Ballesteros durante tres temporadas. En 2021 se anunció su participación en la serie de Star+ El grito de las mariposas y protagonizó la comedia La familia perfecta de Arantxa Echevarría.

## Filmografía

### Largometrajes
| Año  | Película                              | Personaje                | Director                         |
| ---- | ------------------------------------- | ------------------------ | -------------------------------- |
| 2004 | Mar adentro                           | Julia                    | Alejandro Amenábar               |
| 2005 | Madagascar                            | Gloria (voz)             | Eric Darnell y Tom McGrath       |
| 2006 | Savage Grace                          | Pilar Durán              | Tom Kalin                        |
| 2007 | El orfanato                           | Laura García Rodríguez   | Juan Antonio Bayona              |
| 2008 | 8 citas                               | Elena                    | Peris Romano y Rodrigo Sorogoyen |
| 2008 | Madagascar 2: Escape de África        | Gloria (voz)             | Eric Darnell y Tom McGrath       |
| 2009 | Spanish Movie                         | Laura                    | Javier Ruiz Caldera              |
| 2010 | Los ojos de Julia                     | Julia Levin              | Guillem Morales                  |
| 2010 | El mal ajeno                          | Isabel                   | Oskar Santos                     |
| 2011 | No tengas miedo                       | Madre                    | Montxo Armendáriz                |
| 2012 | El cuerpo                             | Mayka Villaverde         | Oriol Paulo                      |
| 2013 | Ismael                                | Nora                     | Marcelo Piñeyro                  |
| 2013 | Séptimo                               | Delia                    | Patxi Amezcúa                    |
| 2016 | La noche que mi madre mató a mi padre | Isabel París             | Inés París                       |
| 2017 | Órbita 9                              | Silvia                   | Hatem Khraiche                   |
| 2017 | Perfectos desconocidos                | Eva                      | Álex de la Iglesia               |
| 2018 | El cuaderno de Sara                   | Laura                    | Norberto López Amado             |
| 2018 | No dormirás                           | Alma Böhn                | Gustavo Hernández                |
| 2018 | Durante la tormenta                   | Doctora Sardón           | Oriol Paulo                      |
| 2018 | El pacto                              | Mónica                   | David Victori                    |
| 2019 | El silencio de la ciudad blanca       | Alba Díaz de Salvatierra | Daniel Calparsoro                |
| 2021 | La familia perfecta                   | Lucía Abad Guarnido      | Arantxa Echevarría               |
| 2023 | Fenómenas                             | Sagrario                 | Carlos Therón                    |
| 2023 | La ermita                             | Carol                    | Carlota Pereda                   |
| 2024 | Caída libre                           | Marisol                  | Laura Jou                        |
| 2025 | Un funeral de locos                   | Edurne                   | Manuel Gómez Pereira             |
| 2025 | Los Muértimer                         | Dra. Dávila              | Álvaro Fernández Armero          |
| 2025 | Reversion                             |                          | Jacob Santana                    |
| 2026 | Cada día nace un listo                |                          | Arantxa Echevarría               |

### Cortometrajes
| Año  | Título        | Personaje      | Director                    |
| ---- | ------------- | -------------- | --------------------------- |
| 2001 | Retruc        | Elsa           | Francesc Talavera           |
| 2014 | Cuerdas       | Maestra (voz)  | Pedro Solís García          |
| 2015 | Broken Basket | Mujer aturdida | Roberto Ruiz Céspedes       |
| 2015 | Una vez       | Chila          | María Guerra y Sonia Madrid |
| 2017 | El atasco     | Carmen         | David Ruiz de la Torre      |
| 2021 | La inquilina  | Mia            | Lucas Paulino, Ángel Torres |

### Series de televisión
| Año       | Título                       | Personaje                  | Cadena                  | Notas         |
| --------- | ---------------------------- | -------------------------- | ----------------------- | ------------- |
| 1997      | Médico de familia            | Clara Nadal                | Telecinco               | 5 episodios   |
| 1998-2002 | Periodistas                  | Clara Nadal                | Telecinco               | 114 episodios |
| 2001      | 7 vidas                      | Ana Hacha                  | Telecinco               | 1 episodio    |
| 2003-2008 | Los Serrano                  | Lucía Gómez Casado         | Telecinco               | 102 episodios |
| 2010      | La princesa de Éboli         | Ana de Mendoza de la Cerda | Antena 3                | 2 episodios   |
| 2011      | El barco                     | Leonor                     | Antena 3                | 3 episodios   |
| 2012-2013 | Luna, el misterio de Calenda | Sara Cruz                  | Antena 3                | 20 episodios  |
| 2014-2015 | B&b, de boca en boca         | Candela Bermejo Lago       | Telecinco               | 29 episodios  |
| 2016      | La embajada                  | Claudia Cernuda Sanramón   | Antena 3                | 11 episodios  |
| 2020-2021 | Madres. Amor y vida          | Marián Ballesteros Díaz    | Telecinco / Prime Video | 34 episodios  |
| 2023      | El grito de las mariposas    | Pilar Macías               | Star+                   | 13 episodios  |
| 2024      | Eva & Nicole                 | Nicole Pinot               | Antena 3 / Atresplayer  | 8 episodios   |

### Programas de televisión
| Año       | Programa                | Cadena            | Función        |
| --------- | ----------------------- | ----------------- | -------------- |
| 1990-1992 | VIP Noche               | Telecinco         | Copresentadora |
| 1991      | Telecupón               | Telecinco         | Presentadora   |
| 1992      | Tele 5 ¿dígame?         | Telecinco         | Copresentadora |
| 1992      | La ruleta de la fortuna | Antena 3          | Presentadora   |
| 1993      | Tentación               | Antena 3          | Presentadora   |
| 1993      | Noche, noche            | Antena 3          | Copresentadora |
| 1994      | T'ha tocao              | Antena 3          | Presentadora   |
| 1995      | Sin ir más lejos        | Telecinco         | Copresentadora |
| 1995-1996 | En directo contigo      | Telecinco         | Copresentadora |
| 1996      | ¿Qué apostamos?         | La 1              | Invitada       |
| 1997      | Zip Zap                 | La 1              | Presentadora   |
| 2007      | Gotas de vida           | La Sexta          | Presentadora   |
| 2007-2020 | El hormiguero           | Cuatro / Antena 3 | Invitada       |
| 2017      | Late motiv              | 0 por M+          | Invitada       |
| 2018      | Mi casa es la tuya      | Telecinco         | Invitada       |
| 2018      | Planeta Calleja         | Cuatro            | Invitada       |
| 2021      | B.S.O.                  | 0 por M+          | Invitada       |
| 2023      | La Roca                 | La Sexta          | Invitada       |

### Teatro
| Año  | Obra                   | Personaje                     | Director        |
| ---- | ---------------------- | ----------------------------- | --------------- |
| 2007 | Closer                 | Anna                          | Mariano Barroso |
| 2011 | La caída de los dioses | Baronesa Sophie von Essenbeck | Tomaž Pandur    |
| 2020 | Penélope               | Penélope                      | Magüi Mira      |
| 2023 | Salomé                 | Salomé                        | Magüi Mira      |

## Premios y nominaciones
Premios Goya
| Año  | Categoría                                  | Título            | Resultado |
| ---- | ------------------------------------------ | ----------------- | --------- |
| 2004 | Mejor actriz revelación                    | Mar adentro       | Ganadora  |
| 2007 | Mejor interpretación femenina protagonista | El orfanato       | Nominada  |
| 2010 | Mejor interpretación femenina protagonista | Los ojos de Julia | Nominada  |

Premios Fotogramas de Plata
| Año  | Categoría                  | Título            | Resultado |
| ---- | -------------------------- | ----------------- | --------- |
| 2003 | Mejor actriz de televisión | Los Serrano       | Nominada  |
| 2004 | Mejor actriz de cine       | Mar adentro       | Ganadora  |
| 2007 | Mejor actriz de cine       | El orfanato       | Ganadora  |
| 2007 | Mejor actriz de teatro     | Closer            | Nominada  |
| 2010 | Mejor actriz de cine       | Los ojos de Julia | Nominada  |
| 2012 | Mejor actriz de cine       | El cuerpo         | Nominada  |

Premios de la Unión de Actores y Actrices
| Año  | Categoría                               | Título      | Resultado |
| ---- | --------------------------------------- | ----------- | --------- |
| 2005 | Mejor actriz revelación                 | Mar adentro | Ganadora  |
| 2005 | Mejor actriz protagonista de televisión | Los Serrano | Nominada  |
| 2007 | Mejor actriz protagonista de cine       | El orfanato | Nominada  |

Festival de Cine de Sitges
| Año  | Categoría         | Trabajo     | Resultado |
| ---- | ----------------- | ----------- | --------- |
| 2021 | Premio honorífico | Trayectoria | Ganadora  |

Medallas del Círculo de Escritores Cinematográficos
| Año  | Categoría               | Película          | Resultado |
| ---- | ----------------------- | ----------------- | --------- |
| 2004 | Premio revelación       | Mar adentro       | Ganadora  |
| 2007 | Mejor actriz            | El orfanato       | Nominada  |
| 2010 | Mejor actriz            | Los ojos de Julia | Nominada  |
| 2011 | Mejor actriz secundaria | No tengas miedo   | Nominada  |
| 2013 | Mejor actriz            | Ismael            | Nominada  |

Premios ACE
| Año  | Categoría    | Película    | Resultado |
| ---- | ------------ | ----------- | --------- |
| 2004 | Mejor actriz | Mar adentro | Nominada  |
| 2007 | Mejor actriz | El orfanato | Ganadora  |

Premios Saturn
| Año  | Categoría    | Película    | Resultado |
| ---- | ------------ | ----------- | --------- |
| 2007 | Mejor actriz | El orfanato | Nominada  |

Premios Feroz
| Año  | Categoría                 | Película | Resultado |
| ---- | ------------------------- | -------- | --------- |
| 2014 | Mejor actriz protagonista | Ismael   | Nominada  |

TP de Oro
| Año  | Categoría          | Programa / Serie | Resultado |
| ---- | ------------------ | ---------------- | --------- |
| 1994 | Mejor presentadora | T'ha tocao       | Nominada  |
| 2003 | Mejor actriz       | Los Serrano      | Nominada  |

Premios Max de Teatro
| Año  | Categoría    | Obra   | Resultado |
| ---- | ------------ | ------ | --------- |
| 2007 | Mejor actriz | Closer | Nominada  |

Festival de Televisión de Montecarlo
| Año  | Categoría               | Título               | Resultado |
| ---- | ----------------------- | -------------------- | --------- |
| 2015 | Mejor actriz de comedia | B&B, de boca en boca | Ganadora  |

Festival de Cine Iberoamericano de Huelva
| Año  | Categoría                          | Resultado |
| ---- | ---------------------------------- | --------- |
| 2015 | Premio Honorífico Ciudad de Huelva | Ganadora  |

Premio Especial MIM
| Año  | Categoría                                       | Resultado |
| ---- | ----------------------------------------------- | --------- |
| 2016 | Contribución artística en la ficción televisiva | Ganadora  |